# Bãi biển Jomtien
Jomtien (tiếng Thái: จอมเทียน) được biết đến như là một trong những bãi biển nổi tiếng của Pattaya. Jomtien nằm ở phía Đông của vịnh Thái Lan và cách thủ đô Bangkok 165 km về phía Nam, thuộc tỉnh Chonburi. Sự phổ biến Jomtien Beach cho biết là các môn thể thao nước (jet skis, thuyền buồm, scuba diving) thu hút du khách từ khắp nơi trên thế giới. Ngoài ra, Jomtien còn nổi tiếng là nơi tổ chức các hoạt động thể thao dưới nước. Phổ biến là bãi biển Dong Tan với nhiều resort nổi tiếng như Rabbit Resort và Avalon Beach Resort. Nổi tiếng nhất của bãi Dong Tan – được biết đến như là nơi tụ hội của người đồng tính từ khắp nơi trên thế giới. 

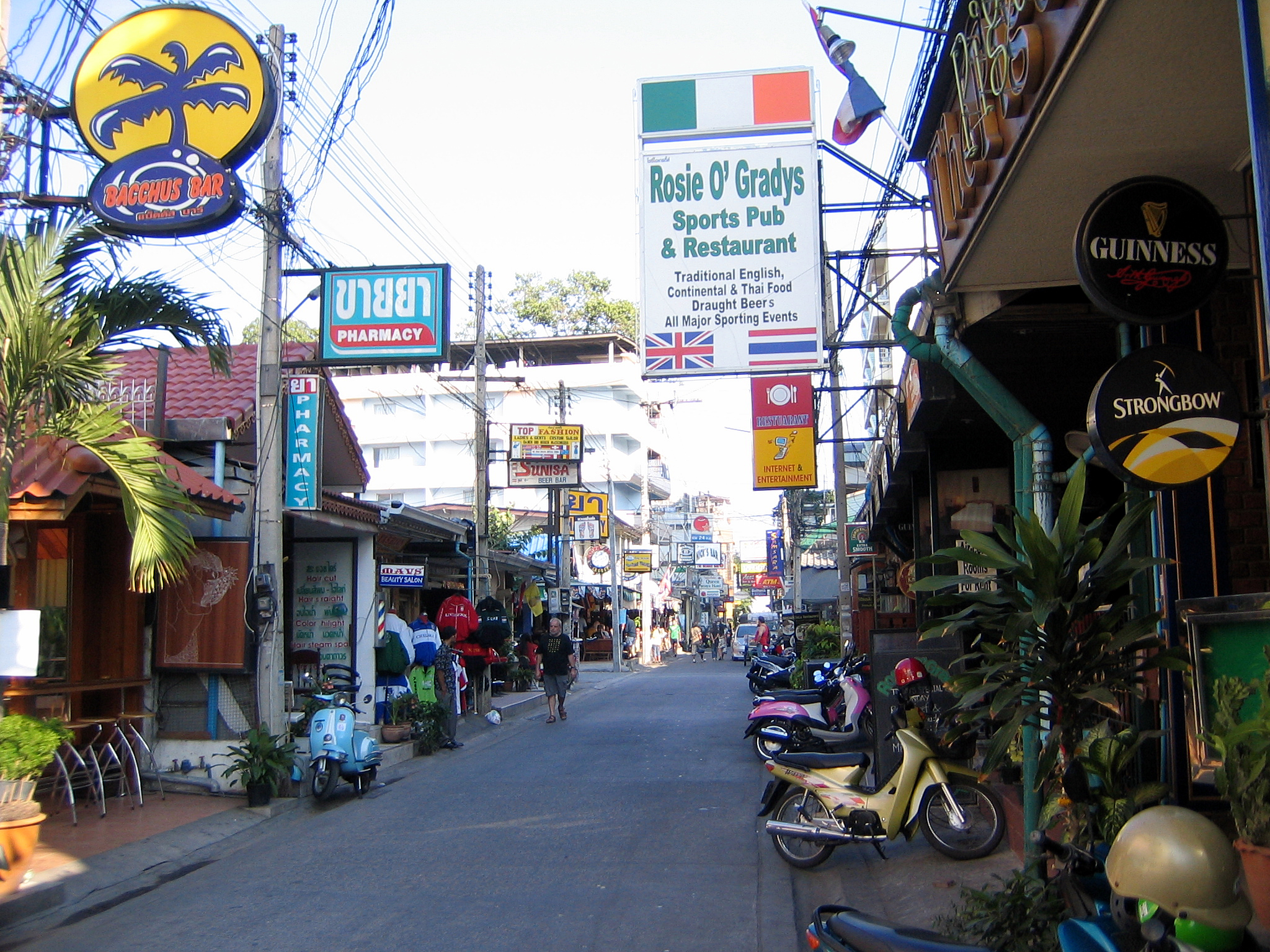
Một con phố (soy 7) ở Jomtien

Jomtien phát triển nhanh một cách vượt bậc và được biết đến là một trong những nơi có nhiều nhà cao tầng nhất. Nổi tiếng nhất là tòa nhà Ocean 1 với 91 tầng – được xem là tòa nhà cao tầng nhất ở đây. 
Jomtien nổi tiếng nhất với tháp Pattaya Park nằm trong khu phức hợp công viên với roller coaster, monorail và khu vui chơi dành cho thiếu nhi.
Khu Jomtien Complex, được biết đến là một trong những khu phức hợp nhiều nhà hàng, quán bar, khách sạn và là điểm đến của người đồng tính. Khu vực dành riêng cho những người đồng tính được tập trung dọc theo những con đường Thappraya – một trong những cung đường quan trọng nối Jomtien và Pattaya.